# CA Barracas Central
Club Atlético Barracas Central jest argentyńskim klubem z siedzibą w mieście Buenos Aires, w dzielnicy Barracas.

## Osiągnięcia
- Wicemistrz Argentyny: 1932
- Mistrz drugiej ligi: 1919
- Mistrz pierwszej ligi amatorskiej (2): 1944, 1948
- Mistrz piątej ligi (Primera D Metropolitana) (2): 1974, 1981
- Mistrz czwartej ligi (Primera C Metropolitana): Apertura 2003 2010/2011

## Historia
Klub założony został 5 kwietnia 1904 roku i gra obecnie w najwyższej lidze argentyńskiej Liga Profesional. Największym sukcesem w historii klubu było wicemistrzostwo Argentyny w roku 1932, jeszcze w czasach futbolu amatorskiego.